# Penguin Knob
Penguin Knob är en kulle i Antarktis. Den ligger i Östantarktis. Australien gör anspråk på området.
Terrängen runt Penguin Knob är varierad. Havet är nära Penguin Knob åt nordväst. Trakten är obefolkad. Det finns inga samhällen i närheten.